# Peru az 1972. évi nyári olimpiai játékokon
Peru az NSZK-beli Münchenben megrendezett 1972. évi nyári olimpiai játékok egyik részt vevő nemzete volt. Az országot az olimpián 7 sportágban 20 sportoló képviselte, akik érmet nem szereztek.

## Atlétika
Férfi
| Versenyző        | Versenyszám | Előfutam | Előfutam | Előfutam | Negyeddöntő      | Negyeddöntő      | Negyeddöntő      | Elődöntő | Elődöntő | Elődöntő | Döntő   | Döntő    |
| Versenyző        | Versenyszám | Idő      | Hely.    | Össz.    | Idő              | Hely.            | Össz.            | Idő      | Hely.    | Össz.    | Idő     | Helyezés |
| ---------------- | ----------- | -------- | -------- | -------- | ---------------- | ---------------- | ---------------- | -------- | -------- | -------- | ------- | -------- |
| Fernando Acevedo | 400 m       | 45,80    | 3.       | 5.       | nem állt rajthoz | nem állt rajthoz | nem állt rajthoz | kiesett  | kiesett  | kiesett  | kiesett | kiesett  |

Női
| Versenyző         | Versenyszám | Előfutam         | Előfutam         | Előfutam         | Negyeddöntő | Negyeddöntő | Negyeddöntő | Elődöntő | Elődöntő | Elődöntő | Döntő   | Döntő    |
| Versenyző         | Versenyszám | Idő              | Hely.            | Össz.            | Idő         | Hely.       | Össz.       | Idő      | Hely.    | Össz.    | Idő     | Helyezés |
| ----------------- | ----------- | ---------------- | ---------------- | ---------------- | ----------- | ----------- | ----------- | -------- | -------- | -------- | ------- | -------- |
| María Luisa Vilca | 100 m       | 11,85            | 6.               | 31.              | kiesett     | kiesett     | kiesett     | kiesett  | kiesett  | kiesett  | kiesett | kiesett  |
| María Luisa Vilca | 200 m       | 24,46            | 5.               | 26.              | 24,48       | 7.          | 26.         | kiesett  | kiesett  | kiesett  | kiesett | kiesett  |
| Edith Noeding     | 100 m gát   | nem állt rajthoz | nem állt rajthoz | nem állt rajthoz |             |             |             | kiesett  | kiesett  | kiesett  | kiesett | kiesett  |

| Versenyző     | Versenyszám | 100 m gát | 100 m gát | Súlylökés | Súlylökés | Magasugrás | Magasugrás | Távolugrás | Távolugrás | 200 m | 200 m | Végeredmény | Végeredmény |
| Versenyző     | Versenyszám | Idő       | Pont      | Eredmény  | Pont      | Eredmény   | Pont       | Eredmény   | Pont       | Idő   | Pont  | Pont        | Helyezés    |
| ------------- | ----------- | --------- | --------- | --------- | --------- | ---------- | ---------- | ---------- | ---------- | ----- | ----- | ----------- | ----------- |
| Edith Noeding | Ötpróba     | 14,24     | 836       | 10,43 m   | 618       | 155 cm     | 781        | 525 cm     | 736        | 24,41 | 899   | 3870        | 24.         |

## Birkózás
Kötöttfogású
| Versenyző       | Versenyszám | 1. forduló                            | 2. forduló                        | 3. forduló        | 4. forduló        | 5. forduló        | 6. forduló        | 7. forduló        | Döntő             | Helyezés    |
| Versenyző       | Versenyszám | Ellenfél Eredmény                     | Ellenfél Eredmény                 | Ellenfél Eredmény | Ellenfél Eredmény | Ellenfél Eredmény | Ellenfél Eredmény | Ellenfél Eredmény | Ellenfél Eredmény | Helyezés    |
| --------------- | ----------- | ------------------------------------- | --------------------------------- | ----------------- | ----------------- | ----------------- | ----------------- | ----------------- | ----------------- | ----------- |
| Javier León     | 52 kg       | Boško Marinko (YUG) · kétvállas       | Enrique Jiménez (MEX) · kétvállas | kiesett           | kiesett           | kiesett           |                   |                   | kiesett           | helyezetlen |
| Juan Velarde    | 57 kg       | Hans-Jürgen Veil (FRG) · kétvállas    | Luís Grilo (POR) · kétvállas      | kiesett           | kiesett           | kiesett           | kiesett           | kiesett           | kiesett           | helyezetlen |
| Carlos Hurtado  | 62 kg       | Harry Van Landeghem (BEL) · kétvállas | Martti Laakso (FIN) · kétvállas   | kiesett           | kiesett           | kiesett           | kiesett           |                   | kiesett           | helyezetlen |
| Miguel Zambrano | +100 kg     | Ištvan Semeredi (YUG) · kétvállas     | Csatári József (HUN) · kétvállas  | kiesett           | kiesett           |                   |                   |                   | kiesett           | helyezetlen |

Szabadfogású
| Versenyző       | Versenyszám | 1. forduló                             | 2. forduló                       | 3. forduló        | 4. forduló        | 5. forduló        | 6. forduló        | 7. forduló        | Döntő             | Helyezés    |
| Versenyző       | Versenyszám | Ellenfél Eredmény                      | Ellenfél Eredmény                | Ellenfél Eredmény | Ellenfél Eredmény | Ellenfél Eredmény | Ellenfél Eredmény | Ellenfél Eredmény | Ellenfél Eredmény | Helyezés    |
| --------------- | ----------- | -------------------------------------- | -------------------------------- | ----------------- | ----------------- | ----------------- | ----------------- | ----------------- | ----------------- | ----------- |
| Javier León     | 52 kg       | Gordon Bertie (CAN) · kétvállas        | James Carr (USA) · kétvállas     | kiesett           | kiesett           | kiesett           | kiesett           |                   | kiesett           | helyezetlen |
| Juan Velarde    | 57 kg       | Amrik Singh Gill (GBR) · 3.5-0.5       | Ramezan Kheder (IRI) · kétvállas | kiesett           | kiesett           | kiesett           | kiesett           | kiesett           | kiesett           | helyezetlen |
| Carlos Hurtado  | 62 kg       | Petre Coman (ROU) · kétvállas          | Pat Bolger (CAN) · kétvállas     | kiesett           | kiesett           | kiesett           | kiesett           |                   | kiesett           | helyezetlen |
| Miguel Zambrano | +100 kg     | Moslem Eskandar-Filabi (IRI) · 3.5-0.5 | Iszogai Jorihide (JPN) · 3-1     | kiesett           | kiesett           | kiesett           |                   |                   | kiesett           | helyezetlen |

## Kerékpározás

### Országúti kerékpározás
| Versenyző                                                      | Versenyszám     | Idő              | Helyezés      |
| -------------------------------------------------------------- | --------------- | ---------------- | ------------- |
| Enrique Allyón                                                 | Mezőnyverseny   | nem ért célba    | nem ért célba |
| Gilberto Chocce                                                | Mezőnyverseny   | nem ért célba    | nem ért célba |
| Fernando Cuenca                                                | Mezőnyverseny   | nem ért célba    | nem ért célba |
| Carlos Espinoza                                                | Mezőnyverseny   | nem ért célba    | nem ért célba |
| Bernardo Arias Gilberto Chocce Fernando Cuenca Carlos Espinoza | Csapat időfutam | 2:30:57 (+19:40) | 30.           |

## Ökölvívás
| Versenyző    | Versenyszám | Selejtező               | 32-es főtábla            | Nyolcaddöntő      | Negyeddöntő              | Elődöntő          | Döntő             | Helyezés |
| Versenyző    | Versenyszám | Ellenfél Eredmény       | Ellenfél Eredmény        | Ellenfél Eredmény | Ellenfél Eredmény        | Ellenfél Eredmény | Ellenfél Eredmény | Helyezés |
| ------------ | ----------- | ----------------------- | ------------------------ | ----------------- | ------------------------ | ----------------- | ----------------- | -------- |
| Carlos Burga | Váltósúly   | Ketil Hodne (NOR) · 4-1 | Jesse Valdez (USA) · 1-4 | kiesett           | kiesett                  | kiesett           | kiesett           | 17.      |
| Oscar Ludeña | Nehézsúly   |                         |                          | erőnyerő          | Peter Hussing (FRG) · KO | kiesett           | kiesett           | 5.       |

## Sportlövészet
Nyílt
| Versenyző            | Versenyszám       | Pont | Helyezés |
| -------------------- | ----------------- | ---- | -------- |
| Gladys Baldwin       | Sportpuska, fekvő | 584  | 75.      |
| Juan Jorge Giha, Sr. | Trap              | 168  | 49.      |

## Úszás
Férfi
| Versenyző         | Versenyszám    | Előfutam | Előfutam | Előfutam | Elődöntő | Elődöntő | Elődöntő | Döntő   | Döntő    |
| Versenyző         | Versenyszám    | Idő      | Hely.    | Össz.    | Idő      | Hely.    | Össz.    | Idő     | Helyezés |
| ----------------- | -------------- | -------- | -------- | -------- | -------- | -------- | -------- | ------- | -------- |
| Guillermo Pacheco | 400 m gyors    | 4:18,78  | 7.       | 29.      |          |          |          | kiesett | kiesett  |
| Guillermo Pacheco | 1500 m gyors   | 17:36,36 | 7.       | 34.      |          |          |          | kiesett | kiesett  |
| Alfredo Hunger    | 100 m mell     | 1:11,44  | 6.       | 38.      | kiesett  | kiesett  | kiesett  | kiesett | kiesett  |
| Alfredo Hunger    | 200 m mell     | 2:37,20  | 7.       | 35.      |          |          |          | kiesett | kiesett  |
| Juan Carlos Bello | 100 m pillangó | 57,54    | 3.       | 9.       | 57,51    | 5.       | 9.       | kiesett | kiesett  |
| Juan Carlos Bello | 200 m vegyes   | 2:11,70  | 2.       | 6.       |          |          |          | 2:11,87 | 7.       |

## Vívás
Férfi
| Versenyző     | Versenyszám  | Selejtező | Selejtező | Selejtező         | Selejtező | Negyeddöntő       | Negyeddöntő | Elődöntő          | Elődöntő | Döntő             | Döntő   | Helyezés    |
| Versenyző     | Versenyszám  | 1. kör | 1. kör    | 2. kör            | 2. kör    | Negyeddöntő       | Negyeddöntő | Elődöntő          | Elődöntő | Döntő             | Döntő   | Helyezés    |
| Versenyző     | Versenyszám  | Ellenfél Eredmény | Hely.     | Ellenfél Eredmény | Hely.     | Ellenfél Eredmény | Hely.       | Ellenfél Eredmény | Hely.    | Ellenfél Eredmény | Hely.   | Helyezés    |
| ------------- | ------------ | --- | --------- | ----------------- | --------- | ----------------- | ----------- | ----------------- | -------- | ----------------- | ------- | ----------- |
| Enrique Barza | Kard, egyéni | 7. csoport · Pézsa Tibor (HUN) · 2-5 · Eddy Ham (NED) · 0-5 · Bernard Vallée (FRA) · 0-5 · Anani Mihajlov (BUL) · 2-5 · Robert Foxcroft (CAN) · 5-4 | 5.        | kiesett           | kiesett   | kiesett           | kiesett     | kiesett           | kiesett  | kiesett           | kiesett | helyezetlen |